# Lieja-Bastoña-Lieja 1921
La Lieja-Bastogne-Lieja 1921 fue la 11.ª edición de la clásica ciclista Lieja-Bastoña-Lieja. La carrera se disputó el domingo 29 de mayo de 1921, sobre un recorrido de 218 km. El vencedor final fue el belga Louis Mottiat, que se impuso al esprint a los también belgas Marcel Lacour y Jean Rossius fueron segundo y tercero respectivamente.

## Clasificación final
| Posición | Ciclista             | Equipo       | Tiempo     |
| -------- | -------------------- | ------------ | ---------- |
| 1        | Louis Mottiat        | Alcyon       | 7h 23' 00" |
| 2        | Marcel Lacour        |              | m. t.      |
| 3        | Jean Rossius         | Alcyon       | m. t.      |
| 4        | Adolphe Coppez       |              | m. t.      |
| 5        | Guillaume Nyssen     |              | m. t.      |
| 6        | Léon Scieur          | La Française | m. t.      |
| 7        | Albert Dejonghe      |              | m. t.      |
| 7        | Jules-Richard Matton |              | m. t.      |
| 7        | Hector Heusghem      |              | m. t.      |
| 7        | Francois Beths       |              | m. t.      |
| 7        | Félix Sellier        |              | m. t.      |
| 7        | Hubert Noel          |              | m. t.      |
| 7        | Victor Lenaers       |              | m. t.      |
| 7        | Léon Despontin       |              | m. t.      |